# Wario
Wario (ワリオ) é um amigo e rival de Mario nos videogames. Ele é muito parecido com o Mario, e são considerados primos, fato dito pela revista Nintendo Power. Assim como Mario e Luigi, Wario pode ser irmão de Waluigi, fato ora confirmado, ora desmentido. Ao contrário do que muitos pensam, Wario não é um inimigo de Mario e nem um arqui-inimigo do mesmo, mas sim um rival, pois o papel de arqui-inimigo de Mario foi preenchido por Bowser, o principal antagonista da série do Mario.

Jogo de primeira aparição de Wario

O nome Wario vem da combinação das palavras Mario e warui (que significa mau em japonês). Ele foi criado por Gunpei Yokoi para representar o Oposto de Mario. Por isso pode ser considerado o "W" em vez do "M", uma vez que o "W" de cabeça para baixo fica o "M".
Sua primeira aparição foi em 1992 como adversário de Mario no jogo Super Mario Land 2: 6 Golden Coins para Game Boy. Depois estrelaria sua própria série, a Wario Land. Em 2003, a Nintendo lançou a série Wario Ware Inc., em que Wario compra um computador velho e abre uma empresa de games, convidando seus amigos Jimmy T., Mona, 9-Volt, Dribble e Spitz, Orbulon, Dr. Crygor e Kat e Ana. Cada jogo tem diversos mini-games.

## Conceito e criação

O emblema do personagem Wario, como aparece em seu chapéu

A primeira aparição de Wario ocorreu no jogo Super Mario Land 2: 6 Golden Coins. Ele foi projetado pelo artista do jogo Hiroji Kiyotake. O design de Wario surgiu do desgosto da equipe de design de Super Mario Land em criar um jogo baseado no personagem de outra pessoa. A criação de Wario permitiu que um personagem próprio "simbolizasse sua situação", e também pretendia ser um personagem alemão.
O nome "Wario" é um portmanteau de "Mario" com o adjetivo japonês warui (悪い) que significa "mau"; portanto, um "Mario mau" (também simbolizado pelo "W" em seu chapéu, um "M" de cabeça para baixo). A tradição oficial da Nintendo afirma que Wario foi um rival de infância de Mario e Luigi, que ficou com ciúmes de seu sucesso. O dublador Charles Martinet, que dubla Mario desde 1995, também é a voz de Wario. Durante a audição para o papel, Martinet foi instruído a falar em um tom mesquinho e áspero. Ele descreveu a dublagem de Wario como uma tarefa mais frouxa do que a de Mario, já que a maneira de falar e a personalidade de Mario são mais fluidas, subindo do chão e flutuando no ar, enquanto uma das pedras angulares de Wario é o ciúme. Começando com Wario Land: Super Mario Land 3, Wario experimenta efeitos rejuvenescedores do alho de maneira semelhante ao Mario ao se alimentar por cogumelos. Wario geralmente usa Bob-Ombs, como visto em Wario Land: Super Mario Land 3, Wario Blast e Mario Kart: Double Dash!!. A série WarioWare usa proeminentemente as bombas como motivo visual para representar o limite de tempo.
Wario age como um homem ganancioso e egoísta que tenta se tornar rico. Wario sempre bola planos para conseguir ficar rico e sempre entra em aventuras para conseguir dinheiro.
Nos videogames em que Wario faz uma aparição, ele costuma ser retratado como um vilão. No entanto, a equipe de desenvolvimento de Wario Land: Shake It! afirmou que ele não era realmente um vilão, e eles não o consideraram um durante o desenvolvimento. Eles se concentraram em seu comportamento, que alterna entre o bem e o mal. Etsunobu Ebisu, um produtor de Shake It!, considerou Wario um personagem imprudente, que usa sua força para dominar os outros. Tadanori Tsukawaki, o diretor de design de Shake It!, descreveu Wario como viril, e disse que estava "tão chato que ele acaba sendo extremamente legal". Por isso, ele queria que Wario agisse como macho em vez de bobo, e solicitou que os designers de arte enfatizassem sua masculinidade. Wario foi escolhido como a estrela da série WarioWare porque ele costumava ser estúpido.

## Relacionamentos
- Mario - Mario e Wario são amigos e rivais. Wario sempre tem inveja do Mario e tenta supera-lo a qualquer custo. Muitas vezes Wario se alia ao Mario em certas ocasiões como foi mostrado na série Mario Party e em Super Mario 64 DS.
- Luigi - Não se sabe a relação entre Luigi e Wario. No primeiro jogo da série Mario Party, foi mostrado que a relação do Wario com Luigi é parecida com a relação entre Wario e Mario.
- Bowser - Wario e Bowser são inimigos. Wario e Bowser sempre vivem disputando por dinheiro, mas Bowser sempre leva a melhor por isso.
- Princesa Peach- Não se sabe a relação entre a Princesa Peach e Wario. Embora a Princesa Peach diga que Wario nunca toma banho, ela é uma amiga de Wario, mesmo tendo conflitos entre os dois.
- Yoshi - Nunca se sabe a relação entre Wario e Yoshi. O Yoshi diz que sempre se assusta quando Wario aparece, mas mesmo assim, Wario e Yoshi são amigos.
- Toad - Nunca se sabe a relação entre Wario e Toad. Toad sempre diz que Wario nunca lava suas roupas e sempre se assusta com a presença de Wario, mas mesmo assim, Wario e Toad são amigos.

## Aparições

### Game Boy
- Super Mario Land 2: 6 Golden Coins
- Wario Land: Super Mario Land 3
- Wario Land 2
- Wario Blast: Featuring Bomberman!

### NES
- Wario's Woods

### SNES
- Wario's Woods
- Mario & Wario
- Mario's Super Picross

### Satellawiew
- BS Excitebike Bun Bun Mario Battle Stadium

### Game Boy Color
- Wario Land 2 (Versão melhorada para o Game Boy Color)
- Wario Land 3

### Virtual Boy
- Virtual Boy Wario Land

### Nintendo 64
- Mario Kart 64
- Mario Party
- Mario Party 2
- Mario Party 3
- Mario Tennis (N64)
- Mario Golf (N64)
- Dr. Mario 64

### IQue (Nintendo 64 portátil chinês)
- Mario Kart 64
- Dr. Mario 64

### Game Boy Advance
- Wario Land 4
- Mario Kart Super Circuit
- Mario Golf: Advance Tour
- Wario Ware, Inc. Mega Microgame$!
- WarioWare: Twisted!
- Densetsu no Stafy 3

### Arcade
- Mario Kart Arcade GP
- Mario Kart Arcade GP 2
- Mario Kart Arcade GP DX

### Nintendo GameCube
- Wario World
- Mario Kart: Double Dash!!
- Mario Party 4
- Mario Party 5
- Mario Party 6
- Mario Party 7
- Mario Golf: Toadstool Tour
- Wario Ware, Inc. Mega Party Game$
- Super Mario Strikers
- Mario Power Tennis
- Dance Dance Revolution: Mario Mix
- Mario Superstar Baseball

### Nintendo DS
- Mario Kart DS
- WarioWare Touched!
- Super Mario 64 DS
- Yoshi's Island DS
- Mario Hoops 3-on-3
- Wario: Master of Disguise
- Mario & Sonic at the Olympic Games
- WarioWare: D.I.Y.

### Wii
- WarioWare: Smooth Moves
- Super Smash Bros. Brawl
- Mario Party 8
- Mario Party 9
- Mario Kart Wii
- Mario Super Sluggers
- Mario Strikers Charged
- Wario Land: The Shake Dimension (Wario Land: Shake It! na América)
- Fortune Street
- Mario Sports Mix

### Nintendo 3DS
- Super Smash Bros. for 3DS/Wii U
- Mario Party: Island Tour
- Mario Kart 7
- Mario Golf: World Tour
- WarioWare Gold

### Wii U
- Super Smash Bros. for Nintendo 3DS and Wii U
- Mario Party 10
- Mario Kart 8

### Nintendo Switch
- Mario Kart 8 Deluxe
- Super Smash Bros. Ultimate
- Super Mario Party
- Mario Golf: Super Rush
- WarioWare: Get it Together!
- Mario Party Superstars